# Mokhtar Dahari
Mohd Mokhtar bin Dahari, född 13 november 1953, död 11 juli 1991, var en malaysisk fotbollsspelare. Han var under 1970-talet en av Asiens bästa fotbollsspelare och blev utsedd till Malaysias bästa fotbollsspelare under 1900-talet.
I Malaysia är Dahari väldigt uppskattad och har bland annat fått en futsalplan uppkallad efter sig. Han har även gett namn åt en fotbollsakademi och en motorväg.

## Meriter
Selangor FA
- Malayiska ligan (1): 1984
- Malayiska cupen (10): 1972, 1973, 1975, 1976, 1978, 1979, 1981, 1982, 1984, 1986